# Старошас, Виктор Владимирович
Ви́ктор Влади́мирович (Ви́кторас Вла́до) Ста́рошас (лит. Viktoras Vlado Starošas; 12 июня 1921, Каунас — 22 августа 2016, Литва) — советский, литовский оператор и режиссёр документального кино, фронтовой кинооператор в годы Великой Отечественной войны. Заслуженный деятель искусств Литовской ССР (1965). Лауреат Сталинской премии третьей степени (1952).

## Биография
Родился 12 июня 1921 года в Каунасе, (Литовская Республика). В 1937—1940 годах работал ассистентом оператора в обществе «Мусу летува», с 1940 года — ассистент оператора Каунасской киностудии хроникально-документальных фильмов.
В 1942 году служил наводчиком 120 мм миномета в 16-й Литовской дивизии. С августа 1942 года — слушатель военного факультета при Государственном центральном институте физической культуры имени И. В. Сталина в Москве. В 1943 году — ассистент оператора на Центральной студии кинохроники. С 1944 года — оператор фронтовой киногруппы 3-го Белорусского фронта.
С марта 1945 года — оператор, а затем и режиссёр Литовской киностудии художественных и хроникально-документальных фильмов. Автор более 1500 сюжетов для литовских и всесоюзных журналов: «Новости дня», «Пионерия», «Советское искусство», «Советский спорт», «Тарибу Летува». Член Союза кинематографистов СССР с 1967 года. Член Союза кинематографистов Литвы.
В 1952 году за первый в Литовской ССР цветной полнометражный документальный фильм «Советская Литва» награждён Сталинской премией (1951).
Скончался 22 августа 2016 года в Литве, по другим сведениям в Германии.

## Фильмография

### Оператор
- 1945 — В освобождённой Литве (совм. с группой операторов)
- 1947 — Заданное слово
- 1948 — Литовский лес
- 1949 — Творцы новой жизни
- 1951 — Советская Литва (совм. с М. Пойченко, В. Пановым)
- 1953 — По родному краю
- 1954 — Ветеринарная академия в Москве
- 1954 — Декада литовской литературы и искусства в Москве (совм. с Д. Рымаревым, П. Касаткиным, Ю. Бородяевым, Н. Вихиревым)
- 1955 — Литовские песни
- 1956 — На Родине
- 1957 — Десять дней в Польше
- 1957 — Литовцы Канады
- 1958 — Литовская свадьба
- 1958 — Они из Каунаса
- 1959 — Мои друзья
- 1960 — Мечты и судьбы
- 1961 — Убийцу к ответу
- 1962 — Не огорчайся, Виргиниус
- 1965 — Ей — двадцать пять
- 1966 — 24 часа на границе
- 1966 — Встречи в Ульяновске
- 1966 — Между Вильнюсом и Гданьском
- 1967 — Декада литовского искусства в Москве
- 1967 — Мы не бондари
- 1967 — Таких не надо
- 1968 — Кони и мальчики
- 1969 — Два тайма
- 1969 — Литовская Америка
- 1969 — Пеледжуге
- 1969 — Таураreс-ЭКСПО
- 1970 — Кафтан ты мой, кафтан
- 1970 — Люди без шинелей
- 1970 — Люди в шинелях
- 1971 — Где золото королевы? (совм. с Й. Абаронасом)
- 1971 — Слагаемые стойкости
- 1972 — Дружный экипаж
- 1972 — Сокровище дымящейся горы
- 1972 — Сыны Родины
- 1972 — Школа, дяди, тети
- 1972 — Школа, учителя, ученики
- 1973 — Встречи в Польше
- 1973 — Игра на время
- 1974 — Джамбо! Здравствуй, Танзания!
- 1974 — Полёт в ночь
- 1977 — Чёрное рядом
- 1978 — Не только в ритмах танца
- 1978 — Я люблю директора
- 1979 — Баллада о спорте
- 1980 — Жальгирис — 80
- 1980 — Послесловие к старому фильму / Post scriptum senam filmui
- 1981 — О спорт, ты — мир! (совм. с группой операторов)
- 1983 — Золотая лихорадка
- 1985 — Цитиус, фотиус и… арифметика (совм. с А. Янчорасом)
- 1987 — А мнение президента другое
- 1987 — Ахиллесова пята (совм. с группой операторов)

### Режиссёр
- 1954 — Ветеринарная академия в Москве
- 1956 — На Родине
- 1957 — Десять дней в Польше
- 1957 — Литовцы Канадых
- 1958 — Они из Каунаса
- 1959 — Мои друзья
- 1960 — Мечты и судьбы
- 1962 — Не огорчайся, Виргиниус
- 1965 — Ей — двадцать пять
- 1967 — Декада литовского искусства в Москве
- 1967 — Мы не бондари
- 1967 — Таких не надо
- 1968 — Кони и мальчики
- 1969 — Два тайма
- 1969 — Литовская Америка
- 1969 — Таураreс-ЭКСПО
- 1970 — Кафтан ты мой, кафтан
- 1970 — Люди без шинелей
- 1970 — Люди в шинелях
- 1971 — Где золото королевы? (совм. с Р. Шилинисом)
- 1971 — Слагаемые стойкости
- 1972 — Дружный экипаж
- 1972 — Сокровище дымящейся горы
- 1972 — Сыны Родины
- 1972 — Школа, дяди, тети
- 1972 — Школа, учителя, ученики
- 1973 — Встречи в Польше
- 1973 — Игра на время
- 1974 — Джамбо! Здравствуй, Танзания! (совм. с Р. Шилинисом)
- 1974 — Полёт в ночь
- 1977 — Чёрное рядом
- 1978 — Не только в ритмах танца
- 1978 — Я люблю директора
- 1979 — Катастрофа (совм. с Р. Шилинисом)
- 1980 — Жальгирис — 80
- 1980 — Послесловие к старому фильму
- 1983 — Золотая лихорадка
- 1985 — Цитиус, фотиус и… арифметика
- 1987 — А мнение президента другое
- 1987 — Ахиллесова пята
- 1988 — Ангор. SOS в джунглях
- 1990 — Поезд ночью не ходит

### Сценарист
- 1978 — Не только в ритмах танца (совм. с П. Пукисом)
- 1980 — Послесловие к старому фильму / Post scriptum senam filmui
- 1983 — Золотая лихорадка (совм. с Ф. Каузонасом)
- 1986 — Тайна чёрного чемодана (совм. с Ф. Каузонасом)
- 1987 — А мнение президента другое (совм. с Ф. Каузонасом)
- 1987 — Ахиллесова пята (совм. с Ф. Каузонасом)
- 1988 — Ангор. SOS в джунглях (в соавторстве)
- 1990 — Поезд ночью не ходит (в соавторстве)

## Награды и премии
- медаль «За доблестный труд в Великой Отечественной войне 1941—1945 гг.» (1945)
- медаль «За победу над Германией в Великой Отечественной войне 1941—1945 гг.» (1945)
- медаль «За трудовую доблесть» (6 марта 1950) — за выдающиеся заслуги в развитии советской кинематографии, в связи с 30-летием[3].
- Сталинская премия третьей степени (1952) — за цветную кинокартину «Советская Литва» (1951)
- Государственная премия Литовской ССР (1959) — за фильмы «На Родине», «Десять дней в Польше» и «Они из Каунаса»
- заслуженный деятель искусств Литовской ССР (1965)
- орден «Знак Почёта» (1986)[4]